# Fuerza del Proyecto de Rehabilitación

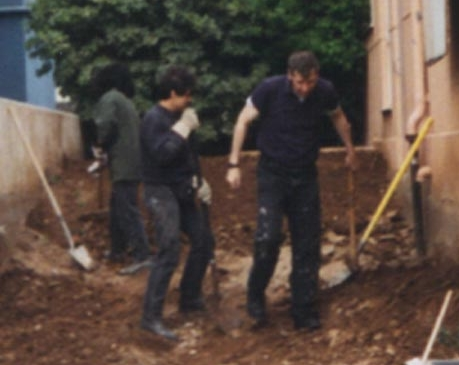
Miembros de la FPR en Los Ángeles.

La Fuerza del Proyecto de Rehabilitación es el programa de la Iglesia de la Cienciología para los miembros de su Organización del Mar de los cuales se alega que han violado las expectativas o políticas. Esto puede incluir miembros que se considera que tienen intenciones malvadas ocultas hacia la Cienciología, miembros que son improductivos en su trabajo o que producen trabajos de baja calidad.
El programa incluye tareas de trabajo manual y el estudio de los trabajos de L. Ronald Hubbard. El programa de rehabilitación puede durar más de un año en completarse, y la Iglesia ha sido acusada de sobrecargar de trabajo y maltratar a sus participantes. Los críticos han definido la Fuerza del Proyecto de Rehabilitación como un programa de trabajo forzado y readoctrinamiento comparable al sistema del gulag soviético.

## Desarrollo
La Fuerza del Proyecto de Rehabilitación fue desarrollada a partir un grupo predecesor, la Brigada de la Caja del Lodo, que se formó a bordo de la flota privada de L. Ronald Hubbard a finales de la década de 1960. La caja del lodo es una pequeña caja perforada instalada en la tubería de succión en la sentina de un barco, y está diseñada para atrapar desechos sólidos más grandes antes de que pueda obstruir la tubería y potencialmente dañar la bomba del barco. La Brigada de la Caja del Lodo fue asignada para limpiar la caja del lodo, así como las líneas de combustible, tonos de agua, sentinas y otras partes de los barcos de la flota.
Hubbard definió esto básicamente como un castigo para los trabajadores no satisfactorios: "Se nombrarán más candidatos de forma regular y puntual cada vez que encuentre a alguien libre de cargas que esté holgazaneando en el puesto y yendo a la deriva con el viento".
Hubbard posteriormente dijo que "este grupo es el más improductivo y uno es asignado a él por ser alguien libre de cargas, invisible en el puesto, holgazaneando y verdaramente tonteando en su trabajo". El académico sobre religiones  J. Gordon Melton, sin embargo, sugirió que "Hubbard lo entendió en términos de hacer una retribución para las personas que habían sido perjudicadas por el incumplimiento o el desempeño incorrecto de las tareas asignadas".
En 1969, Hubbard reemplazó la Brigada de la Caja del Lodo por la Unidad de Rehabilitación, destinada de nuevo para todos aquellos que habían sido retirados o eran disciplinados "como inefectivos o problemáticos". Después de una evaluación, el individuo debía recibir un conjunto de "recomendaciones específicas que, si se siguen, rehabilitarán al individuo como un miembro de la Organización del Mar altamente efectivo y valioso". Hubbard instruyó que " esta unidad es [para estar] trabajando duro durante el día en un riguroso calendario de trabajos asignados por el revisor jefe manejando áreas correctivas y trabajos que necesitan remedio y reparo. La Unidad en sí misma de este modo se convierte en un equipo de revisión efectiva del barco. Trabaja en un trabajo, una vez, una fórmula de un lugar completando cada trabajo antes de trasladarse al siguiente. Cada individuo de este modo se gana el derecho a los servicios de remedio que él o ella recibirán".
Finalmente, la Unidad de Rehabilitación fue reemplazada en enero de 1974 por la Fuerza del Proyecto de Rehabilitación. Según Hubbard, "la FPR ha sido creada por el comodoro [Hubbard] de modo que tal redención pueda ocurrir. Este es básicamente su único propósito". Él identificó a cuatro categorías de personas que serían asignadas a la FPR: "rockslammers" (las personas que se considera que tienen intenciones malvadas ocultas, según lo detecta el E-Metro); personas que son inproductivas y que han alcanzado una baja calificación en el test de personalidad del Análisis de Capacidad de Oxford; "repetidores de estadísticas chocantes", personas responsables de la disminución de la productividad de las organizaciones de la Cienciología; y "hacedores de productos evidentes", personas que producen trabajos de baja calidad. Como antes, la unidad debía trabajar en "un trabajo, un lugar, una vez". Se implementaría un período de estudio de cinco horas cada día para mejorar el conocimiento individual de la Cienciología. Según David G. Bromley y Douglas E. Cowan, la FPR implica un régimen diario de cinco horas de auditoría o estudio, ocho horas de trabajo, a menudo trabajo físico, como la renovación del edificio, y al menos siete horas de sueño.
Originalmente, el RPF tenía la intención de no durar más de un par de meses, donde el asignado aprendería la auditoría de la Cienciología, si él o ella no era ya un auditor, mediante el método "léalo, practíquelo, hágalo". Luego, los miembros del RPF se auditarían mutuamente para mejorarse y hacerse más éticos y productivos.
Como castigo, los miembros de la RPF deben vestir monos negros.

## Controversia
Los críticos de la Cienciología, incluidos los ex cienciólogos, han comparado la FPR con el sistema del gulag de la Unión Soviética. Al salir de la Organización del Mar, incluso desde la FPR, da como resultado lo que la Cienciología llama "deuda del libre de cargas" o "factura del libre de cargas": facturación retroactiva por cualquier auditoría recibida o cualquier capacitación de la Cienciología reciba mientras estaban en la Organización del Mar, que puede ser de decenas de miles de dólares. Aunque esta "deuda del libre de cargas" no es legalmente vinculante, muchos ex cienciólogos han informado que se sintieron atrapados por la política de la "deuda del libre de cargas".
En su libro «El Complejo: uno de dentro expone el mundo encubierto de la Iglesia de la Cienciología», el ex cienciólogo John Duignan describió a los miembros de la FPR viviendo en un sótano infestado de ratas, participando en trabajos degradantes durante años, mientras se les deniegan visitas de parejas o hijos.
Douglas E. Cowan y David G. Bromley afirman que varios académicos y observadores han llegado a conclusiones radicalmente diferentes sobre la FPR y si es "voluntaria o coercitiva, terapéutica o punitiva".

## Escuela Castile Canyon
Una localización, conocida como la Escuela de Castile Canyon o "Happy Valley", ha sido identificado con una antigua instalación de la FPR. Estaba localizada al este de San Jacinto, California, y al sureste de la  Gold Base, cerca de la reserva de la banda Soboba de los indios luiseño. Este lugar fue vendido por la Iglesia en 2002 a la banda Soboba, que lo convirtió en un resort.

## Lema
"La FPR es lo que tú haces. La FPR es donde lo haces."